# 43087 Castegna
43087 Castegna è un asteroide della fascia principale. Scoperto nel 1999, presenta un'orbita caratterizzata da un semiasse maggiore pari a 3,2023280 au e da un'eccentricità di 0,2166656, inclinata di 15,81301° rispetto all'eclittica.